# Campionato sudamericano per club 2025 (pallavolo maschile)
Il campionato sudamericano per club 2025, 16ª edizione del campionato sudamericano per club maschile di pallavolo, si è svolto dal 12 al 16 marzo 2025 a Uberlândia, in Brasile: al torneo hanno partecipato nove squadre di club sudamericane e la vittoria finale è andata per l'undicesima volta, la nona consecutiva, al Sada.

## Impianti
|                                                                        |  |  |
|                                                                        |  |  |
| Ginásio Homero Santos Città: Uberlândia Capienza: - Anno d'apertura: - |  |  |

## Regolamento

### Formula
La formula ha previsto:
- Fase a gironi, disputata con girone all'italiana: le prime classificate di ogni girone e la migliore seconda classificata hanno acceduto alla fase finale per il primo posto, le due peggiori seconde classificate hanno acceduto alla finale per il quinto posto, mentre le due migliori ultime classificate hanno acceduto alla finale per il settimo posto.
- Fase finale, disputata con:
  - Finale per il settimo posto.
  - Finale per il quinto posto.
  - Semifinali, finale per il terzo posto e finale.

### Criteri di classifica
Se il risultato finale è stato di 3-0 o 3-1 sono stati assegnati 3 punti alla squadra vincente e 0 a quella sconfitta, se il risultato finale è stato di 3-2 sono stati assegnati 2 punti alla squadra vincente e 1 a quella sconfitta.
L'ordine del posizionamento in classifica è stato definito in base a:
- Punti;
- Numero di partite vinte;
- Ratio dei set vinti/persi;
- Ratio dei punti realizzati/subiti.

## Squadre partecipanti
| Squadra     | Qualificazione                                   |
| ----------- | ------------------------------------------------ |
| Ciudad      | Vincitrice Liga Argentina de Voleibol 2023-24    |
| Monteros    | 5ª in Liga Argentina de Voleibol 2023-24         |
| River Plate | Finale in Supercoppa argentina 2024              |
| Olympic     | Vincitrice Super Liga Boliviana de Voleibol 2024 |
| ABCD        | Squadra organizzatrice                           |
| Sada        | Finale in Coppa del Brasile 2024                 |
| Sesi        | Vincitrice Superliga Série A 2023-24             |
| Murano      | Vincitrice Liga Nacional de Voleibol 2024        |
| Olympic     | Vincitrice Super Liga Uruguaya de Voleibol 2024  |

## Torneo

### Fase a gironi
| Girone A    | Girone B | Girone C      |
| ----------- | -------- | ------------- |
| River Plate | Ciudad   | Sada          |
| ABCD        | Olympic  | Monteros      |
| Murano      | Sesi     | Juan Ferreira |

#### Girone A

##### Risultati
| 12 marzo 2025 Ginásio Homero Santos, Uberlândia Durata: 1h:23 - Spettatori: ? | ABCD        | 3 - 0 | Murano      | 27-25, 25-17, 25-17               |
| 13 marzo 2025 Ginásio Homero Santos, Uberlândia Durata: 1h:17 - Spettatori: ? | ABCD        | 3 - 0 | River Plate | 25-21, 25-16, 25-18               |
| 14 marzo 2025 Ginásio Homero Santos, Uberlândia Durata: 2h:07 - Spettatori: ? | River Plate | 3 - 2 | Murano      | 25-19, 19-25, 25-22, 22-25, 15-13 |

##### Classifica
| Pos. | Squadra     | Pt | G | V | P | SV | SP | Ratio | PF  | PS  | Ratio |
| ---- | ----------- | -- | - | - | - | -- | -- | ----- | --- | --- | ----- |
| 1.   | ABCD        | 6  | 2 | 2 | 0 | 6  | 0  | MAX   | 152 | 112 | 1,357 |
| 2.   | River Plate | 2  | 2 | 1 | 1 | 3  | 5  | 0,600 | 161 | 179 | 0,899 |
| 3.   | Murano      | 1  | 2 | 0 | 2 | 2  | 6  | 0,333 | 161 | 183 | 0,879 |

      Qualificata alle semifinali per il primo posto.
      Qualificata alla finale per il quinto posto.
      Qualificata alla finale per il settimo posto.

#### Girone B

##### Risultati
| 12 marzo 2025 Ginásio Homero Santos, Uberlândia Durata: 1h:09 - Spettatori: ? | Ciudad | 3 - 0 | Olympic | 25-19, 25-19, 25-21 |
| 13 marzo 2025 Ginásio Homero Santos, Uberlândia Durata: 1h:05 - Spettatori: ? | Ciudad | 0 - 3 | Sesi    | 22-25, 16-25, 16-25 |
| 14 marzo 2025 Ginásio Homero Santos, Uberlândia Durata: 1h:00 - Spettatori: ? | Sesi   | 3 - 0 | Olympic | 25-16, 25-8, 25-16  |

##### Classifica
| Pos. | Squadra | Pt | G | V | P | SV | SP | Ratio | PF  | PS  | Ratio |
| ---- | ------- | -- | - | - | - | -- | -- | ----- | --- | --- | ----- |
| 1.   | Sesi    | 6  | 2 | 2 | 0 | 6  | 0  | MAX   | 150 | 94  | 1,595 |
| 2.   | Ciudad  | 3  | 2 | 1 | 1 | 3  | 3  | 1,000 | 129 | 134 | 0,962 |
| 3.   | Olympic | 0  | 2 | 0 | 2 | 0  | 6  | 0,000 | 99  | 150 | 0,660 |

      Qualificata alle semifinali per il primo posto.
      Qualificata alla finale per il quinto posto.
      Qualificata alla finale per il settimo posto.

#### Girone C

##### Risultati
| 12 marzo 2025 Ginásio Homero Santos, Uberlândia Durata: 0h:58 - Spettatori: ? | Sada     | 3 - 0 | Juan Ferreira | 25-5, 25-14, 25-17  |
| 13 marzo 2025 Ginásio Homero Santos, Uberlândia Durata: 1h:10 - Spettatori: ? | Sada     | 3 - 0 | Monteros      | 25-18, 25-21, 25-19 |
| 14 marzo 2025 Ginásio Homero Santos, Uberlândia Durata: 1h:21 - Spettatori: ? | Monteros | 3 - 0 | Juan Ferreira | 25-18, 26-24, 25-15 |

##### Classifica
| Pos. | Squadra       | Pt | G | V | P | SV | SP | Ratio | PF  | PS  | Ratio |
| ---- | ------------- | -- | - | - | - | -- | -- | ----- | --- | --- | ----- |
| 1.   | Sada          | 6  | 2 | 2 | 0 | 6  | 0  | MAX   | 150 | 94  | 1,595 |
| 2.   | Monteros      | 3  | 2 | 1 | 1 | 3  | 3  | 1,000 | 134 | 132 | 1,015 |
| 3.   | Juan Ferreira | 0  | 2 | 0 | 2 | 0  | 6  | 0,000 | 93  | 151 | 0,615 |

      Qualificata alle semifinali per il primo posto.
      Qualificata alla finale per il settimo posto.

### Fase finale

#### Finale 1º e 3º posto
|  | Semifinali | Semifinali | Semifinali |      |    | Finale          | Finale          | Finale          |  |
|  |            |            |            |      |    |                 |                 |                 |  |
|  | 1A         | ABCD       | 3          |      |    |                 |                 |                 |  |
|  | 1A         | ABCD       | 3          |      |    |                 |                 |                 |  |
|  | 2C         | Monteros   | 0          |      |    |                 |                 |                 |  |
|  | 2C         | Monteros   | 0          |      | 1A | ABCD            | 2               |                 |  |
|  |            |            |            |      | 1A | ABCD            | 2               |                 |  |
|  |            |            | 1C         | Sada | 3  |                 |                 |                 |  |
|  | 1C         | Sada       | 1C         | Sada | 3  | 3               |                 |                 |  |
|  | 1C         | Sada       |            |      |    | 3               |                 |                 |  |
|  | 1B         | Sesi       | 1          |      |    | Finale 3º posto | Finale 3º posto | Finale 3º posto |  |
|  | 1B         | Sesi       | 1          |      |    |                 |                 |                 |  |
|  |            |            |            |      |    |                 |                 |                 |  |
|  |            |            |            |      |    | 2C              | Monteros        | 1               |  |
|  |            |            |            |      |    | 2C              | Monteros        | 1               |  |
|  |            |            |            |      |    | 1B              | Sesi            | 3               |  |

##### Semifinali
| 15 marzo 2025 Ginásio Homero Santos, Uberlândia Durata: 1h:15 - Spettatori: ? | ABCD | 3 - 0 | Monteros | 25-19, 25-23, 25-21        |
| 15 marzo 2025 Ginásio Homero Santos, Uberlândia Durata: 1h:55 - Spettatori: ? | Sada | 3 - 1 | Sesi     | 17-25, 25-21, 25-18, 25-19 |

##### Finale 3º posto
| 16 marzo 2025 Ginásio Homero Santos, Uberlândia Durata: 1h:57 - Spettatori: ? | Monteros | 1 - 3 | Sesi | 25-23, 21-25, 19-25, 20-25 |

##### Finale
| 16 marzo 2025 Ginásio Homero Santos, Uberlândia Durata: 2h:41 - Spettatori: 3 000 | ABCD | 2 - 3 | Sada | 28-26, 16-25, 25-19, 30-32, 16-18 |

#### Finale 5º posto
| 15 marzo 2025 Ginásio Homero Santos, Uberlândia Durata: 1h:07 - Spettatori: ? | Ciudad | 3 - 0 | River Plate | 25-15, 25-21, 25-17 |

#### Finale 7º posto
| 15 marzo 2025 Ginásio Homero Santos, Uberlândia Durata: 1h:49 - Spettatori: 205 | Murano | 3 - 1 | Olympic | 25-17, 25-17, 25-27, 25-17 |

## Classifica finale
| Pos     | Squadre       | Qualificazione                    |
| ------- | ------------- | --------------------------------- |
| Oro     | Sada          | Campionato mondiale per club 2025 |
| Argento | ABCD          | Campionato mondiale per club 2025 |
| Bronzo  | Sesi          |                                   |
| 4       | Monteros      |                                   |
| 5       | Ciudad        |                                   |
| 6       | River Plate   |                                   |
| 7       | Murano        |                                   |
| 8       | Olympic       |                                   |
| 9       | Juan Ferreira |                                   |

## Premi individuali
| Premio                | Nome                | Squadra |
| --------------------- | ------------------- | ------- |
| MVP                   | Welinton Oppenkoski | Sada    |
| Miglior palleggiatore | Matheus Silva       | Sada    |
| Miglior opposto       | Franco Paese        | ABCD    |
| Miglior schiacciatore | Maicon França       | ABCD    |
| Miglior schiacciatore | Lukas Bergmann      | Sesi    |
| Miglior centrale      | Pietro Santos       | ABCD    |
| Miglior centrale      | Lucas Saatkamp      | Sada    |
| Miglior libero        | Douglas Pureza      | Sesi    |